# Adolf Bötticher
Adolf Gustav Bötticher (eller Boetticher), född den 12 december 1842, död den 9 juli 1901, var en tysk arkeolog.
Bötticher var en bland ledarna av de 1875-81 företagna utgrävningarna i Olympia och utgav över dem det populärvetenskapliga arbetet Olympia, das Fest und seine Stätte (1883; 2:a upplagan 1886).
Han skrev vidare Auf griechischen Landstrassen (1883), Akropolis von Athen (1888) och Die Bau- und Kunstdenkmäler der provinz Ostpreussen (1892-98; 2:a upplagan 1898 ff.).